# Карл Майлер
Карл Майлер (нім. Karl Meiler; 30 квітня 1949 — 17 квітня 2014) — колишній німецький тенісист.
Найвищу одиночну позицію світового рейтингу — 20 місце досяг 23 серпня 1973 року.
Здобув 4 одиночні та 17 парних титулів.
Найвищим досягненням на турнірах Великого шолома були півфінали в одиночному та парному розрядах.
Завершив кар'єру 1986 року.

## Фінали турнірів ATP за кар'єру

### Одиночний розряд: 17 (4–13)
| Результат | W/L  | Дата     | Турнір                     | Покриття   | Суперник          | Рахунок                 |
| --------- | ---- | -------- | -------------------------- | ---------- | ----------------- | ----------------------- |
| Перемога  | 1–0  | Лис 1972 | Буенос-Айрес, Аргентина    | Ґрунт      | Гільєрмо Вілас    | 6–7, 2–6, 6–4, 6–4, 6–4 |
| Поразка   | 1–1  | Лют 1973 | Солсбері, США              | Тверде (i) | Джиммі Коннорс    | 6–7, 6–7, 3–6           |
| Поразка   | 1–2  | Чер 1973 | Західний Берлін            | Тверде     | Ганс-Юрген Поманн | 3–6, 6–3, 3–6, 3–6      |
| Поразка   | 1–3  | Чер 1973 | Гамбург, Західна Німеччина | Ґрунт      | Едді Діббс        | 1–6, 6–3, 6–7, 3–6      |
| Поразка   | 1–4  | Січ 1974 | Роенок, США                | Indoor     | Джиммі Коннорс    | 4–6, 3–6                |
| Перемога  | 2–4  | Січ 1974 | Омаха, США                 | Килим (i)  | Джиммі Коннорс    | 6–3, 1–6, 6–1           |
| Поразка   | 2–5  | Лют 1974 | Літл-Рок, США              | Килим (i)  | Джиммі Коннорс    | 2–6, 1–6                |
| Перемога  | 3–5  | Бер 1974 | Калгарі, Канада            | Indoor     | Байрон Бертрам    | 6–4, 3–6, 6–3           |
| Поразка   | 3–6  | Бер 1974 | Джексон, США               | Килим (i)  | Сенді Меєр        | 6–7, 5–7                |
| Поразка   | 3–7  | Лис 1974 | Осло, Норвегія             | Indoor     | Джефф Боров'як    | 3–6, 2–6                |
| Поразка   | 3–8  | 1975     | Нассау, Багамські Острови  | Outdoor    | Джиммі Коннорс    | 0–6, 2–6                |
| Поразка   | 3–9  | 1975     | Мюнхен, Західна Німеччина  | Ґрунт      | Гільєрмо Вілас    | 6–2, 0–6, 2–6, 3–6      |
| Поразка   | 3–10 | 1975     | Гштад, Швейцарія           | Ґрунт      | Кен Роузволл      | 4–6, 4–6, 3–6           |
| Поразка   | 3–11 | 1976     | Мюнхен, Західна Німеччина  | Ґрунт      | Мануель Орантес   | 1–6, 4–6, 1–6           |
| Поразка   | 3–12 | 1977     | Брюссель, Бельгія          | Ґрунт      | Гаролд Соломон    | 5–7, 6–3, 6–2, 3–6, 4–6 |
| Перемога  | 4–12 | 1977     | Маніла, Філіппіни          | Ґрунт      | Мануель Орантес   | DEF                     |
| Поразка   | 4–13 | 1979     | Флоренція, Італія          | Ґрунт      | Рауль Рамірес     | 4–6, 6–1, 6–3, 5–7, 0–6 |

### Парний розряд: 24 (17–7)
| Результат | Ранг | Дата | Турнір                           | Покриття   | Партнер          | Суперники                        | Рахунок                 |
| --------- | ---- | ---- | -------------------------------- | ---------- | ---------------- | -------------------------------- | ----------------------- |
| Поразка   | 1.   | 1972 | Лондон/Queen's Club, Англія      | Трава      | Юрген Фассбендер | Джим Макманус Джим Осборн        | 6–4, 3–6, 5–7           |
| Перемога  | 1.   | 1974 | Омаха, США                       | Тверде     | Юрген Фассбендер | Ян Флетчер Кім Ворвік            | 6–2, 6–4                |
| Перемога  | 2.   | 1974 | Балтимор, США                    | Килим      | Юрген Фассбендер | Овен Девідсон Кларк Гребнер      | 7–6, 7–5                |
| Перемога  | 3.   | 1974 | Літл-Рок, США                    | Килим      | Юрген Фассбендер | Вітас Ґерулайтіс Боб Г'юїтт      | 6–0, 6–2                |
| Перемога  | 4.   | 1974 | Калгарі, Канада                  | Indoor     | Юрген Фассбендер | Іван Моліна Хайро Веласко, стар. | 6–4, 6–4                |
| Перемога  | 5.   | 1974 | Темпе, США                       | Тверде     | Юрген Фассбендер | Ян Флетчер Кім Ворвік            | 4–6, 6–4, 7–5           |
| Перемога  | 6.   | 1974 | Осло, Норвегія                   | Indoor     | Харун Рахім      | Джефф Боров'як Вітас Ґерулайтіс  | 6–3, 6–2                |
| Перемога  | 7.   | 1975 | Бірмінгем, США                   | Килим      | Юрген Фассбендер | Колін Даудесвелл Джон Юїлл       | 6–1, 3–6, 7–6           |
| Поразка   | 2.   | 1975 | Гемптон, США                     | Килим      | Ян Пісецький     | Ян Крукенден Ян Флетчер          | 2–6, 7–6, 4–6           |
| Поразка   | 3.   | 1975 | Мюнхен, Західна Німеччина        | Ґрунт      | Мілан Голечек    | Войцех Фібак Ян Кодеш            | 5–7, 3–6                |
| Поразка   | 4.   | 1975 | Барселона, Іспанія               | Ґрунт      | Войцех Фібак     | Б'єрн Борг Гільєрмо Вілас        | 6–3, 4–6, 3–6           |
| Перемога  | 8.   | 1975 | Paris Indoor, Франція            | Тверде (i) | Войцех Фібак     | Іліє Настасе Том Оккер           | 6–4, 7–6                |
| Перемога  | 9.   | 1975 | Лондон, Англія                   | Килим      | Войцех Фібак     | Джиммі Коннорс Іліє Настасе      | 6–1, 7–5                |
| Поразка   | 5.   | 1976 | Atlanta WCT, США                 | Килим      | Войцех Фібак     | Джон Александер Філ Дент         | 3–6, 4–6                |
| Поразка   | 6.   | 1976 | Барселона, Іспанія               | Ґрунт      | Войцех Фібак     | Роберт Лутц Ремзі Сміт           | 3–6, 3–6                |
| Перемога  | 10.  | 1976 | Nuremberg Cup, Західна Німеччина | Килим      | Фрю Макміллан    | Колін Даудесвелл Пол Кронк       | 7–6, 6–4                |
| Поразка   | 7.   | 1976 | Ніцца, Франція                   | Ґрунт      | Войцех Фібак     | Патріс Домінгес Франсуа Жоффре   | 4–6, 6–3, 3–6           |
| Перемога  | 11.  | 1976 | Мастерс Монте-Карло, Монако      | Ґрунт      | Войцех Фібак     | Б'єрн Борг Гільєрмо Вілас        | 7–6, 6–1                |
| Перемога  | 12.  | 1976 | WCT World Doubles, Канзас-Сіті   | Килим      | Войцех Фібак     | Роберт Лутц Ремзі Сміт           | 6–3, 2–6, 3–6, 6–3, 6–4 |
| Перемога  | 13.  | 1976 | Дюссельдорф, Західна Німеччина   | Ґрунт      | Войцех Фібак     | Боб Кармайкл Реймонд Мур         | 6–4, 4–6, 6–4           |
| Перемога  | 14.  | 1977 | Гамбург, Західна Німеччина       | Ґрунт      | Боб Г'юїтт       | Філ Дент Кім Ворвік              | 3–6, 6–3, 6–4, 6–4      |
| Перемога  | 15.  | 1977 | Дюссельдорф, Західна Німеччина   | Ґрунт      | Юрген Фассбендер | Пол Кронк Кліфф Летчер           | 6–3, 6–3                |
| Перемога  | 16.  | 1977 | Гштад, Швейцарія                 | Ґрунт      | Юрген Фассбендер | Колін Даудесвелл Боб Г'юїтт      | 6–4, 7–6                |
| Перемога  | 17.  | 1979 | Нансі, Франція                   | Тверде (i) | Клаус Ебергард   | Робін Дрісдейл Ендрю Джарретт    | 4–6, 7–6, 6–3           |